# Petit-Couronne

Petit-Couronne este o comună în departamentul Seine-Maritime, Franța. În 1 ianuarie 2022 avea o populație de 8.738 de locuitori.